# Správná Volba
Správná Volba (zkratka SpV) je české politické hnutí oficiálně zaregistrované 27. dubna 2022 jako Správná volba PRO Zdraví a Sport (tento název a zkratka SV PRO ZS byly užívány do 27. června 2024). Mezi zakládajícími členy SV PRO ZS byli bývalí členové hnutí PRO Zdraví.

## Vedení hnutí
Hlavními představiteli SpV jsou od května 2022 předseda Pavel Umlauf a místopředsedové Ota Staňo a Miloň Houda.

## Účast ve volbách

### Volby do zastupitelstev obcí

#### Rok 2022
Ve volbách do zastupitelstev obcí v roce 2022 hnutí kandidovalo samostatně do Zastupitelstva města Chomutov. Hnutí ve volbách obdrželo 16 615 hlasů (tj. 4,48 %), a nezískalo tak žádný mandát.

### Volby do Evropského parlamentu

#### Rok 2024
Ve volbách do Evropského parlamentu v roce 2024 hnutí kandidovalo v rámci koalice „PRO – Jindřicha Rajchla“ (tj. PRO 2022 a SV PRO ZS). Jediným kandidátem hnutí byl profesionální trenér Vladimír Růžička. Koalice ve volbách získala 63 959 hlasů (tj. 2,15 %), a nezískala tak žádný mandát.

### Volby do zastupitelstev krajů

#### Rok 2024
Ve volbách do zastupitelstev krajů v roce 2024 hnutí kandiduje do Zastupitelstva Karlovarského kraje v rámci koalice „Správná Volba PRO kraj“ (tj. PRO 2022 a SpV) a do Zastupitelstva Ústeckého kraje jako součást koalice „HLAS Regionů“ (tj. HS, SD-SN, SpV a USZ).

### Volby do Senátu PČR

#### Rok 2024
Ve volbách do Senátu PČR v roce 2024 byli kandidáty hnutí SpV bývalý ministr dopravy Zdeněk Žák, který kandidoval v obvodu č. 32 – Teplice, a bývalý europoslanec Hynek Blaško, který o mandát senátora usiloval v obvodu č. 50 – Svitavy.

## Volební výsledky

### Zastupitelstva obcí
| Volby | Mandáty | Mandáty |
| Volby | Zvoleno | ±       |
| ----- | ------- | ------- |
| 2022  | 0/61780 | ▬0      |

### Evropský parlament
| Volby | Kandidátní listina                            | Hlasy  | Hlasy | Mandáty | ±  |
| Volby | Kandidátní listina                            | Celkem | %     | Mandáty | ±  |
| ----- | --------------------------------------------- | ------ | ----- | ------- | -- |
| 2024  | PRO – Jindřicha Rajchla (PRO 2022, SV PRO ZS) | 63 959 | 2,15  | 0/21    | ▬0 |

### Zastupitelstva krajů
| Volby | Kraj             | Kandidátní listina                     | Hlasy         | Hlasy         | Mandáty       | Mandáty       |
| Volby | Kraj             | Kandidátní listina                     | Celkem        | %             | Mandáty       | Mandáty       |
| Volby | Kraj             | Kandidátní listina                     | Celkem        | %             | Zvoleno       | ±             |
| ----- | ---------------- | -------------------------------------- | ------------- | ------------- | ------------- | ------------- |
| 2024  | Karlovarský kraj | Správná Volba PRO kraj (PRO 2022, SpV) | bude oznámeno | bude oznámeno | bude oznámeno | bude oznámeno |
| 2024  | Ústecký kraj     | HLAS Regionů (HS, SD-SN, SpV, USZ)     | bude oznámeno | bude oznámeno | bude oznámeno | bude oznámeno |

### Senát PČR
| Volby | Senátní obvod   | Kandidát     | Volební strana | Navrhující strana | Politická příslušnost | První kolo    | První kolo    | Druhé kolo    | Druhé kolo    |
| Volby | Senátní obvod   | Kandidát     | Volební strana | Navrhující strana | Politická příslušnost | Hlasy         | Hlasy         | Hlasy         | Hlasy         |
| Volby | Senátní obvod   | Kandidát     | Volební strana | Navrhující strana | Politická příslušnost | Celkem        | %             | Celkem        | %             |
| ----- | --------------- | ------------ | -------------- | ----------------- | --------------------- | ------------- | ------------- | ------------- | ------------- |
| 2024  | č. 32 – Teplice | Zdeněk Žák   | SpV            | SpV               | BEZPP                 | bude oznámeno | bude oznámeno | bude oznámeno | bude oznámeno |
| 2024  | č. 50 – Svitavy | Hynek Blaško | SpV            | SpV               | BEZPP                 | bude oznámeno | bude oznámeno | bude oznámeno | bude oznámeno |